# 曾禰荒助
曾禰荒助（1849年2月20日—1910年9月13日），日本政治人物、外交官。曾擔任日本司法大臣、大藏大臣、外務大臣、遞信大臣、農商務大臣、眾議院議員、貴族院議員、韓國統監等職務。

## 生平
曾禰荒助出生於長門國（現山口縣）萩藩家老之宍戸家，乃宍戸潤平之三男，後來成為曾禰詳蔵高尚的養子，繼承了曾禰的姓氏。17歲時因繼承家老地位，以長州藩兵小隊長從軍，加入戊辰戰爭。明治維新之後，明治元年（1868年）受明治政府委任，管理投降幕府兵的事務。明治5年（1872年），受命前往法國留學，5年後歸國。明治12年（1879年），擔任陸軍省勤務，翌年兼任士官學校勤務。
明治14年（1881年）轉任太政官書記官，明治19年（1886年）4月任内閣記錄局長。明治23年（1890年）被任命為初代衆議院書記官長。書記官長2期任期之後，初次於山口4區競選，當選衆議院議員，加入品川彌二郎派主宰的國民協會。明治26年（1893年）任駐法國全權公使。
明治31年（1898年）第3次伊藤内閣時，就任司法大臣，後歷任農商務大臣、大蔵大臣、外務大臣等。特別是於日俄戰爭時，日本政府正苦於因應戰爭國外發債不足的窘境，曾禰荒助任大蔵大臣成功完成戰爭費用的舉債任務。
明治40年（1907年）任韓國統監府副統監，輔佐伊藤博文，並於伊藤退任後繼任韓國統監。伊藤暗殺事件之後，推動韓國併吞。明治43年（1910年）因罹患胃癌而辭去韓國統監，並於同年病逝。

## 外部連結
- 國立國會圖書館 近代日本人之肖像《曾禰荒助》 （页面存档备份，存于）